# Goshu Hailu
Goshu Hailu – etiopski piłkarz grający na pozycji pomocnika. W swojej karierze grał w reprezentacji Etiopii.

## Kariera klubowa
W swojej karierze piłkarskiej Hailu grał w klubie Omedla Addis Abeba.

## Kariera reprezentacyjna
W 1976 roku Hailu został powołany do reprezentacji Etiopii na Puchar Narodów Afryki 1976. Wystąpił na nim w jednym meczu grupowym, z Ugandą (2:0).
W 1982 roku Hailu powołano do kadry na Puchar Narodów Afryki 1982. Zagrał na nim w dwóch meczach grupowych: z Nigerią (0:3) i z Zambią (0:1).